# Шведско-норвежская уния
Шве́дско-норве́жская у́ния (швед. Svensk-norska unionen, норв. Den svensk-norske union, официально Объединённые короле́вства Шве́ция и Норве́гия, швед. Förenade Konungarikena Sverige och Norge, норв. De forenede Kongeriger Norge og Sverige) — реальная уния Швеции и Норвегии, существовавшая с 1814 по 1905 год. 
Уния заключена в результате шведско-норвежской войны 1814 года (ранее была предусмотрена Кильским договором, прекратившим Датско-норвежскую унию). Уния была компромиссом между норвежским стремлением к независимости, с одной стороны, и желанием Швеции компенсировать потерю Финляндии в результате войны с Россией и Померании в результате войны с Четвёртой коалицией. Швеция обязалась признать внутреннюю самостоятельность Норвегии и её Эйдсволльскую конституцию 1814 года (с поправками, учитывавшими создание унии). Расторгнута Карлстадскими соглашениями 1905 года, после чего Норвегия обрела полную независимость и собственного короля — Хокона VII.

## Предыстория и заключение унии
В период наполеоновских войн Швеция выступала на стороне антифранцузских коалиций. С 1807 года Шведская Померания была оккупирована Наполеоном в ходе Польской кампании. Это заставило кронпринца Карла XIV Юхана повести более активную внешнюю политику и взять враждебный по отношению к Франции курс. Швеция вступила в войну с союзником Франции — Данией, на стороне антинаполеоновской коалиции. По результатам Кильского мира 1814 года Дании пришлось уступить Швеции всю Норвегию в качестве компенсации за потерю Померании. Норвежцы объявили о независимости сразу после этого, и Карл Юхан отправил экспедицию, чтобы установить там свою власть. Вторжение прошло сравнительно быстро и бескровно. Шведско-норвежская уния была заключена в том же году и предполагала общего для обеих стран монарха и общую внешнюю политику, но с сохранением собственной конституции, парламента и законов. Этот военный конфликт стал последним для Швеции участием в вооружённых противостояниях в XIX веке. После него Карл Юхан последовательно проводил политику укрепления мира, что стало основой шведского нейтралитета.

## Уния

Флаг Швеции со значком унии в левом верхнем углу, 1844—1905 гг.

Флаг Норвегии со значком унии в левом верхнем углу, 1844—1899 гг.

### 1815—1844
Условия унии постоянно были предметом дискуссии. В то время как шведская сторона пыталась укрепить унию, чтобы в перспективе создать единое государство, норвежцы стояли на защите своей автономии. Норвежцы добились некоторых успехов в 1835 году, когда члены норвежского правительства получили право участвовать в принятии решений, затрагивающих внешнюю политику, в министерстве иностранных дел в Стокгольме. Кроме того, на экономике Норвегии хорошо сказались послабления в таможенных сборах между странами, принятые в 1825 году.
Норвегия обладала широкой внутренней самостоятельностью, но входила в обязательный для неё военный союз со Швецией и не имела собственных внешнеполитических органов.
После предложения совместного шведско-норвежского комитета Оскар I ввёл новый флаг и герб унии, которые отвечали требованиям норвежцев о полном равенстве стран. Обе страны получили собственные флаги для торгового флота и военного флота, с мини-флагом унии в углу. Герб унии состоял из двух гербов одинаковой величины с коронами на вершине, которые символизировали обе половины унии.

### 1840—1860
Средние годы 19 века были мирными для Унии. Все символические вопросы были решены, Норвегия получила большее влияние на внешнюю политику, должность вице-короля или губернатора оставалась вакантной, а торговля между странами процветала благодаря договорам, которые способствовали свободной торговле и эффективно отменяли защитные тарифные барьеры.
А также, когда Оскар I Стал королем Швеции и Норвегии отношения с Данией Улучшились.

### 1860—1905
С 1860 года отношения между странами становились всё более напряжёнными. Происходили крупные политические разногласия между политиками стран, которые ослабили унию и привели к укреплению позиций Норвегии. В 1859 развернулся конфликт из-за того, что Карл XV, вступивший на престол, при поддержке шведского общественного мнения отказался выполнять обещание отменить пост генерал-губернатора Норвегии, рассматривавшийся норвежцами как символ шведского главенства в их стране. Генерал-губернаторы назначались королём и были его представителями в Норвегии. Конфликт закончился в 1873 году, когда пост генерал-губернатора был отменён, и глава норвежского правительства получил титул премьер-министра.
В 1872 году Стортинг принял закон, позволяющий членам норвежского правительства участвовать в его работе, но Оскар II отказался подписывать закон и пытался наложить на него вето. Это вызвало ещё один кризис и дискуссию о том, может ли король использовать право вето в отношении конституционных вопросов. Конфликт закончился победой Стортинга, когда в 1884 году Оскар II подписал закон. Право вето короля на изменения в конституции вместе с тем было отменено, что означало большую победу для парламентаризма в Норвегии.
Следующий кризис разразился на почве требования норвежцев иметь свой собственный флаг, без значка унии. В 1890-х годах Стортинг несколько раз голосовал против вето, которое Оскар II накладывал на изъятие символа унии из норвежского флага. В конце концов Оскар II сдался и одобрил закон, что в консервативных кругах Швеции вызвало бурю протеста, как и предыдущие уступки. Даже такой умеренно консервативный политик, как Юхан Август Грипенстедт, раскритиковал в прессе послабления и заявил, что «с норвежцами нельзя больше жеманиться, а нужно держать на коротком поводу и усмирять плёткой».

## Разрыв унии

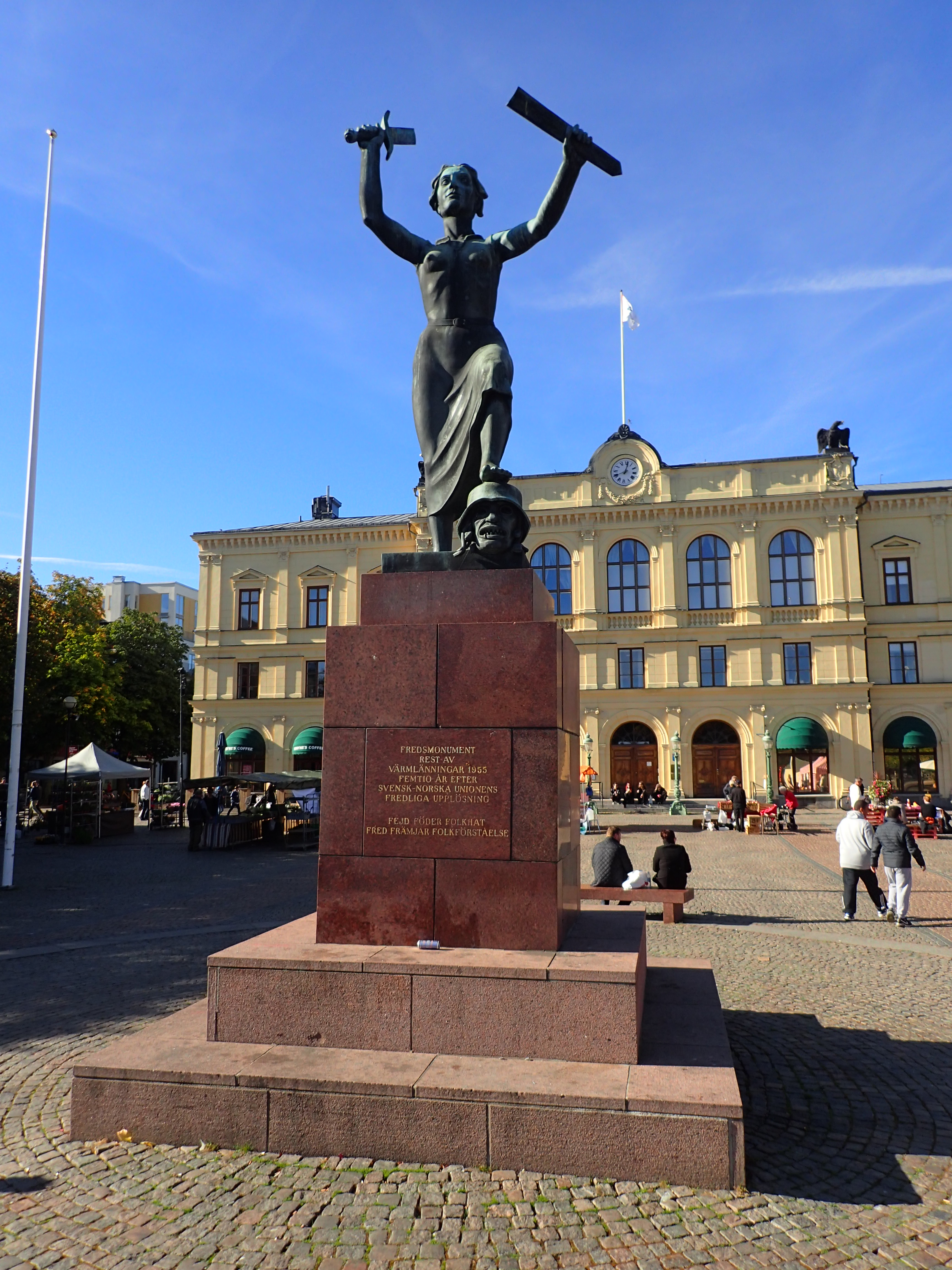
Памятник в честь мирного расторжения унии в Карлстаде

Свой вклад во всё большее отдаление Норвегии и Швеции друг от друга, кроме внутриполитических кризисов, внесли и разные пути развития, по которым шли страны, и большие успехи норвежцев в области экономики в конце XIX века (в частности в области судостроения норвежцы в 1896 году занимали 3-е место в мире по суммарному тоннажу, уступая только Великобритании и Германии). К конечному распаду унии привёл так называемый консульский вопрос, заключавшийся во всё более настойчивых требованиях норвежцев иметь собственное консульство, и фактически полное равноправие со Швецией. В 1890-х годах к этим требованиям присоединились и консервативно-буржуазные круги Норвегии.
17 мая 1905 года — в День Конституции Норвегии — знаменитый норвежский исследователь Нансен выступил на митинге в Кристиании, где, в частности, заявил:

Теперь мы поняли: что бы ни случилось, мы должны и будем защищать нашу самостоятельность и право на самоопределение в своих собственных делах, мы должны отстоять наше право или умереть за него.
Оскар II отказывался удовлетворить требования о собственном консульстве, что привело к глубоким разногласиям и правительственному кризису в Норвегии. 23 мая 1905 Стортинг единогласно проголосовал за создание норвежского консульского органа, что Оскар II опять-таки не одобрил. Норвежское правительство Кристиана Микельсена подало прошение об уходе в отставку, которую король тоже не принял. Вслед за этим Стортинг объявил, что король больше не может исполнять свой долг перед народом, и расторг унию 7 июня 1905 года. 13 августа был проведён референдум (англ. Norwegian union dissolution referendum, 1905), в котором за расторжение унии проголосовало 368 208 человек, против — 184 человека. 3 519 бланков были признаны испорченными. В референдуме участвовали только мужчины. Через две недели по итогам самодеятельного голосования среди женщин было собрано 244 765 подписей за расторжение унии.
Односторонний выход Норвегии из унии привёл к напряжённости и всеобщей мобилизации по обе стороны границы, но после интенсивных переговоров в Карлстаде в августе и октябре 1905 года было достигнуто соглашение о мирном расторжении унии. Стороны достигли согласия об условиях расторжения, и Швеция признала независимость Норвегии. 26 октября министры иностранных дел Фредрик Вактмейстер (от Швеции) и Йорген Лёвланд (от Норвегии) подписали договор.
На главной площади Карлстада установлен памятник мирному расторжению.

## Причины распада унии
Целесообразность существования унии подвергалась сомнениям со стороны норвежцев в течение всего периода. Если в Швеции одной из причин, по которым уния должна быть сохранена, называли угрозу со стороны России, то в Норвегии такую угрозу никогда не чувствовали. В Швеции страх перед Россией был вызван многими войнами с ней, тогда как Норвегия на протяжении веков была связана с Россией лишь мирными торговыми контактами. Более того, Норвегия в составе Дании была союзником России против Швеции. Поражение России в русско-японской войне 1904—1905 годов ослабило страх российского вторжения в Швецию, а с тем, возможно, и надобность в унии с Норвегией.
Тем не менее главной причиной разрыва было отсутствие возможности вести собственную внешнюю политику, столь важную для Норвегии, ввиду заключения торговых контрактов с важным партнёром — Британией.
Уния была прервана не из-за особой враждебности между народами, а потому, что основа её построения устарела во второй половине XIX века. Государственные деятели в Швеции и Норвегии понимали, что наступало новое время, и ликвидировали унию. Вместо неё в последующие годы были завязаны сильные политические и инфраструктурные узы между странами, которые привели к близкому и мирному сотрудничеству, которые существуют и по сей день.

## В искусстве
- В 1906 году Иван Аминофф написал роман «Норвежско-русская война» (Kriget Norge-Ryssland), который стал своеобразным предостережением норвежцам, разорвавшим шведско-норвежскую унию.